# Kafubu
Kafubu är ett vattendrag i Kongo-Kinshasa, ett biflöde till Luapula. Det rinner österut genom territoriet Kipushi i provinsen Haut-Katanga, i den sydöstra delen av landet, 1 600 km sydost om huvudstaden Kinshasa. Vattendraget är cirka 135 km långt.